# Debla (chant)
Pour les articles homonymes, voir Debla.
La debla est un palo du flamenco.

## Présentation
Le terme debla signifie divine en caló. Trouvant ses origines dans la toná, la debla est donc apparentée à la carcelera et au martinete et se chante généralement sans accompagnement musical. La debla est constituée de strophes de quatre vers chantées sur des airs mélancoliques.
La debla est rendue populaire au XIXe siècle par des chanteurs tels que El Fillo, Varea el Viejo ou El Planeta.